# Битка код Левунија
Битка код Левунија (Битка код Левуниона) одиграла се 29. априла 1091. године у подножју планине Левунион између Византинаца и Кумана са једне стране и Печенега (подржаваних од емира Смирне Чахе) са друге стране. Победу су однели Византинци.

## Опис
Цариград се 1090/1091. године нашао под опсадом Печенега, полуномадског народа из средње Азије, и са копна и са мора. У нужди, цар Алексије Комнин се обратио за помоћ номадском племену Кумана. Кумани су се у јужноруску низију доселили после Печенега, а по свом језику припадали су Турцима. Цар Алексије је судбину Византије положио у руке поглавици овога племена.
Војске Кумана и Византинаца сукобиле су се са војском Печенега у подножју планине Левунион 29. априла 1091. године. Борба је била неочекивано крвава. Бројчано надмоћни Печенези нису очекивали отпор Византинаца па је њихову војску пратило мноштво жена и деце. Алексије је и њих нападао без милости. Печенези су доживели велики пораз. Ана Комнина нам преноси утисак који је битка оставила на савременике „читав народ од безброј људи сатрт је у једном једином дану“. Прстен који је био стегнут око Цариграда је пробијен. Планови емира Чахе су пропали, а Алексије га је касније матирао још једним сјајним дипломатским потезом. Алексије против њега окреће његовог зета, емира Никеје Абула Касима.
Битка код Левунија представља важан догађај у византијској историји. Каснији историчари означавају ову битку као почетак поновног освајања територија познату под називом "Комнинска рестаурација".